# Ahmed Ben Cheikh Attoumane
Pour les articles homonymes, voir Ben Cheikh et Attoumane.
Ahmed Ben Cheikh Attoumane (né en 1938) est un ancien homme politique comorien. Il est le fils d'un ancien notable comorien, Cheikh Attoumani. Il a été Premier ministre des Comores entre le 20 juin 1993 et le 2 janvier 1994 sous la présidence de Said Mohamed Djohar, succédant à Said Ali Mohamed. Il a été aussi ancien ambassadeur des comores à Madagascar.